# Бадалян, Гурген Оганесович
Гурген Оганесович Бадалян (арм. Բադալյան Գուրգեն Հովհաննեսի) (5 марта 1923, Эривань — 15 июля 1990) ― советский и армянский врач-терапевт, доктор медицинских наук (1964), профессор (1965), член-корреспондент АН Армянской ССР (1982). Сын доктора Оганеса Андреаса Бадаляна.

## Биография
Родился 5 марта 1923 года в Эриване, Армянская ССР, ЗСФСР, СССР.
В 1947 году окончил Ереванский государственный медицинский институт. После окончания института заведовал Разданской районной больницей, затем работал главным врачом Октемберянской районной больницы. 
В 1964 году защитил докторскую диссертацию на соискание учёной степени доктора медицинских наук.
В 1965-1966 годах ― профессор Института лечебной терапии (санаторно-курортное отделение), 1967-1990 год ― заведующий кафедрой пропедевтики внутренних болезней ЕГМИ, с 1965 года был главным терапевтом Министерства здравоохранения Армянской ССР.

## Научная деятельность
Гурген Бадалян написал более 100 научных работ, в том числе 2 монографии, учебные пособия. Его работы в основном связаны с кровотоком при сердечной недостаточности, воздействием сердечных гликозидов, патогенности кровеносной, дыхательной и сердечно-сосудистой систем.

## Научные труды
- Симптомы внутренних болезней Часть 2. Бадалян Гурген Оганесович, Азизян, Г. Л. Ереван, Луйс, 1981 год
- Бронхиальная проходимость при сердечной недостаточности / Гурген Оганесович Бадалян, Под редакцией А. Л. Азизяна, Ереван, 1981 год
- Сердечная астма / Гурген Оганесович Бадалян, А. С. Топчян, Ереван, Айастан, 1978 год